# Hiroshi Ohashi
Hiroshi Ohashi (大橋 浩司 Ohashi Hiroshi?), född 27 oktober 1959, är en japansk tidigare fotbollsspelare och tränare.
Hiroshi Ohashi var tränare för det japanska landslaget 2004-2007.